# OnStar

OnStar

OnStar – należąca do grupy General Motors korporacja prowadząca działalność komunikacyjną, monitorującą, oraz śledzącą na terenie Stanów Zjednoczonych i Kanady. System OnStar aktualnie dostępny jest wyłącznie w pojazdach produkowanych przez General Motors, lecz przez krótki czas dostępny był również w pojazdach produkowanych przez Audi, Acura, Subaru i Volkswagen. OnStar ma na celu namierzanie pojazdów znajdujących się na terenie danego kraju.
Zawiera dwa protokoły komunikacji. Pierwszy, główny, AMPS, oraz drugorzędny CDMA, sieć telefonów komórkowych (zazwyczaj Verizon Wireless lub Sprint Nextel lub AT&T Mobility (via AMPS) w Stanach Zjednoczonych i Telus lub Bell Mobility lub Rogers Wireless (via AMPS) w Kanadzie), oraz używa technologię GPS. Kierowcy i pasażerowie mogą używać interfejsu audio, aby skontaktować się z systemem OnStar w sytuacjach awaryjnych, potrzeby naprawy pojazdu lub wyznaczenia kierunku. OnStar wyposaża pojazdy w aktywną subskrypcję, dzięki której możliwe jest skontaktowanie się z firmami współpracującymi w przypadku kolizji, w której zostały użyte poduszki powietrzne. Nowsze modele systemu kontaktują się z OnStar w przypadku jakiegokolwiek rodzaju kolizji, gdy poduszki powietrzne zostały użyte, lub nie. Ta nowa usługa nosi nazwę Zaawansowanego Automatycznego Powiadamiania o Kolizji (ang. AACN) i została zaprojektowane w celu poprawy jakości usług.
Gdy kierowca wciśnie czerwony przycisk, alarmowy, lub niebieski przycisk, bieżące dane odnośnie do pojazdu i obecna lokalizacja są natychmiast zgromadzone, a następnie wysyłane do systemu OnStar. Wszystkie połączenia wykonywane do systemu OnStar są automatycznie przekierowywane do centrum systemu OnStar z największym możliwym priorytetem. Istnieją dwa takie centra: Charlotte, Karolina Północna i w Oshawa, Ontario. Oba centra działają 24 godziny na dobę.
Na początku 2009 roku OnStar wyposaży pojazdy w zaktualizowaną wersję systemu, która pozwoli policji na zdalne zatrzymanie pojazdu. Klienci będą mogli zrezygnować z tej funkcji, jednakże krytycy wątpią, czy ta opcja będzie stosowana. Mogłoby to pozwolić na przejęcie kontroli nad pojazdem osobie, która włamała się do systemu.
Jednym z nowych zastosowań systemu OnStar jest jego wykorzystanie do integracji pojazdów elektrycznych i hybrydowych z inteligentnymi sieciami elektroenergetycznymi tzw. Smart Grid. Dostawcy energii elektrycznej będą mogli dzięki niemu np. zdalnie kontrolować ładowanie akumulatorów, aby zminimalizować koszty.